# Georg Wilhelm Pabst
Pour les articles homonymes, voir Georges, Wilhelm et Pabst.
Georg Wilhelm Pabst (Raudnitz-sur-l'Elbe (Royaume de Bohême, Autriche-Hongrie), 25 août 1885 – Vienne (Autriche), 29 mai 1967) est un réalisateur, scénariste et producteur autrichien (et devenu allemand durant la période 1938-1945, du fait de l'Anschluss). 

## Biographie
Il naît dans une famille autrichienne du royaume de Bohême, où son père est employé des chemins de fer. Il est d'abord comédien pour le théâtre, en Suisse, puis à Berlin. Il séjourne aux États-Unis, puis revient en Europe, notamment en France où il est interné pendant la Grande Guerre jusqu'en 1919 dans le camp de l'Île Longue.
De retour en Allemagne, il fonde avec Carl Froelich, un des pionniers du cinéma allemand, une maison de production, dans laquelle il débute comme réalisateur en 1923.
Il obtient de grands succès à l'époque du muet avec La Rue sans joie (1925), avec Greta Garbo, Les Mystères d'une âme (1926), L'Amour de Jeanne Ney (1927) et Loulou (1929), avec Louise Brooks, des films réalistes influencés par la psychanalyse (qui était alors peu connue du grand public) et abordant avec franchise les problèmes de la sexualité. Ces films l'imposent alors, aux côtés de Friedrich Wilhelm Murnau et Fritz Lang, comme une des principales figures du cinéma allemand.
Au début du parlant, il réalise deux exhortations à l'amitié franco-allemande : Quatre de l'infanterie (1930) et La Tragédie de la mine (1931), encadrant le célèbre Opéra de quat'sous d'après Bertolt Brecht, avec une musique de Kurt Weill.
Au moment de l'arrivée au pouvoir d'Hitler, il est en tournage en France, où il réalise son Don Quichotte. Il travaille un temps à l'étranger, entre les États-Unis et la France (Salonique, nid d'espions, 1937), avant de revenir en Allemagne, où il poursuit son travail de cinéaste tout en s'accommodant du nouveau régime. Il réalise notamment, au cœur de la Guerre, un film à la gloire d'une figure germanique, Paracelse (1943).
Après la guerre, il redevient autrichien par la fin de l'Anschluss ; il s'efforce d'exorciser les démons du nazisme, avec notamment Le Procès (1948), La Fin d'Hitler et C'est arrivé le 20 juillet (1955). 
Il cesse de tourner en 1956, reçoit un hommage du cinéma en 1963 et meurt, presque oublié, le 29 mai 1967 à Vienne.

## Filmographie

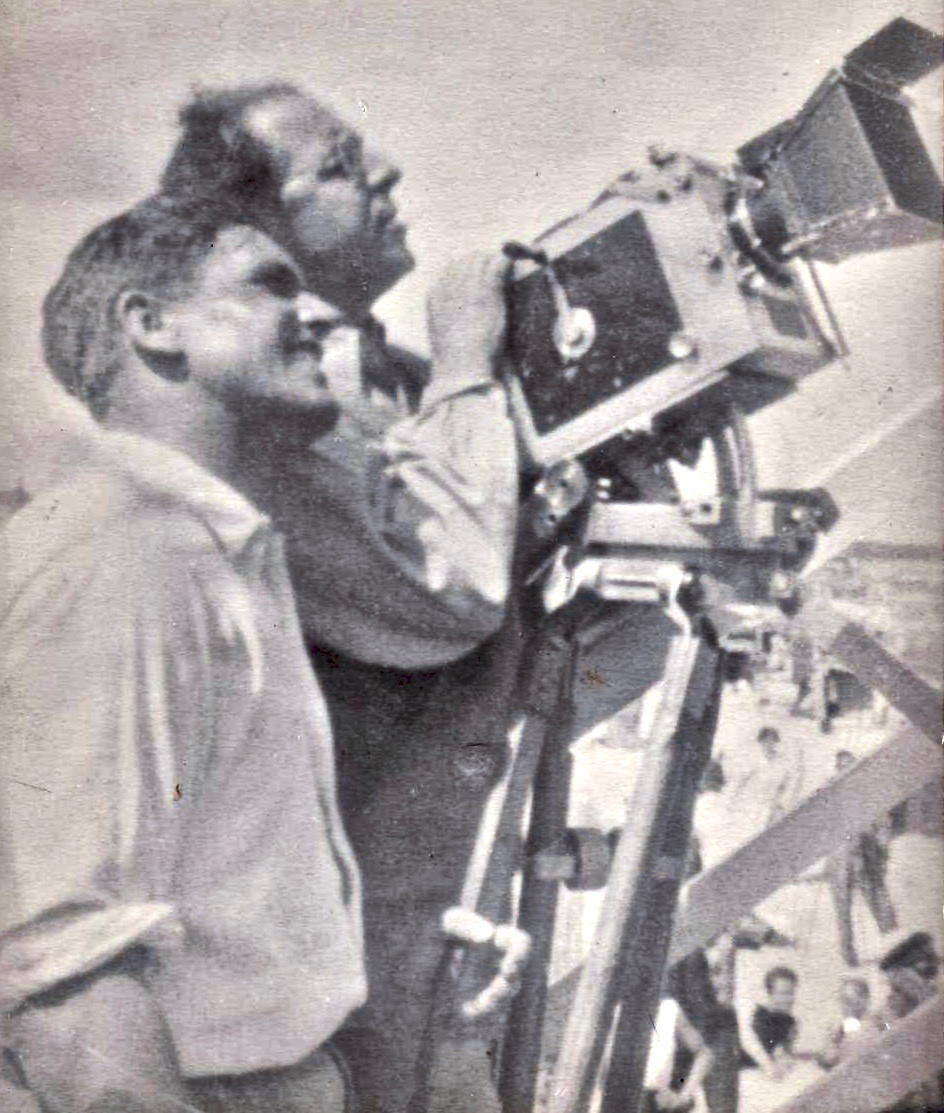
Le réalisateur allemand Sepp Allgeier (1895–1968) et Georg Wilhelm Pabst lors du tournage du film Le Journal d'une fille perdue (1929).

### Réalisateur
- 1923 : Le Trésor (Der Schatz)
- 1924 : Comtesse Donelli (Gräfin Donelli)
- 1925 : La Rue sans joie (Die Freudlose Gasse)
- 1926 : Les Mystères d'une âme (Geheimnisse einer Seele)
- 1926 : On ne badine pas avec l'amour (Man spielt nicht mit der Liebe)
- 1927 : L'Amour de Jeanne Ney (Die Liebe der Jeanne Ney)
- 1928 : Crise (Abwege)
- 1929 : Loulou (Die Büchse der Pandora)
- 1929 : Le Journal d'une fille perdue (Das Tagebuch einer Verlorenen)
- 1929 : L'Enfer blanc du Piz Palü (Die Weiße Hölle vom Piz Palü)
- 1930 : Quatre de l'infanterie (Westfront 1918)
- 1930 : Scandale autour d'Éva (Skandal um Eva)
- 1931 : La Tragédie de la mine (Kameradschaft)
- 1931 : L'Opéra de quat'sous  (tourné dans deux versions différentes : français et allemand)
- 1932 : L'Atlantide (tourné dans trois versions différentes : anglais, français et allemand)
- 1933 : Don Quichotte (tourné dans trois versions différentes : anglais, français et allemand)
- 1933 : Du haut en bas
- 1933 : Cette nuit-là
- 1934 : Un héros moderne (A Modern Hero)
- 1937 : Salonique, nid d'espions (ou Mademoiselle Docteur)
- 1938 : Le Drame de Shanghaï
- 1939 : Jeunes Filles en détresse
- 1941 : Les Comédiens (Komödianten)
- 1943 : Paracelse (Paracelsus)
- 1945 : Le Cas Molander (Der Fall Molander) (inachevé)
- 1948 : Le Procès (Der Prozeß)
- 1949 : Profondeurs mystérieuses (Geheimnisvolle Tiefe)
- 1953 : La Maison du silence ou La Voix du silence (La voce del silenzio)
- 1954 : Affaires de fou (Cose da pazzi)
- 1954 : Le Destructeur (Das Bekenntnis der Ina Kahr)
- 1955 : La Fin d'Hitler (Der Letzte Akt)
- 1955 : C'est arrivé le 20 juillet (Es geschah am 20. Juli)
- 1956 : Des roses pour Bettina (Rosen für Bettina)
- 1956 : La Merveilleuse Aventure (Durch die Wälder, durch die Auen)

### Scénariste
- 1923 : Le Trésor (Der Schatz)
- 1929 : Loulou (Die Büchse der Pandora)
- 1930 : Prix de beauté (Miss Europe) d'Augusto Genina
- 1933 : Don Quichotte
- 1936 : White Hunter d'Irving Cummings
- 1941 : Les Comédiens (Komödianten)
- 1949 : Duel avec la mort
- 1953 : La Maison du silence (La Conciencia acusa)

### Producteur
- 1929 : Le Journal d'une fille perdue (Das Tagebuch einer Verlorenen)
- 1930 : Moral um Mitternacht
- 1933 : Don Quichotte
- 1933 : Cette nuit-là

### Monteur
- 1926 : On ne badine pas avec l'amour (Man spielt nicht mit der Liebe)
- 1927 : L'Amour de Jeanne Ney (Die Liebe der Jeanne Ney)

## Récompenses et nominations

### Récompenses
- 1941 : Médaille d'or du meilleur réalisateur à la Mostra de Venise pour Les Comédiens
- 1963 : Récompense honoraire aux German Films Awards pour sa contribution individuelle au cinéma germanique.

### Nominations
- 1948 : En compétition à la Mostra de Venise avec Le Procès

### Hommage
Une rétrospective lui est consacrée à la Cinémathèque française en 2019.
Le Coffret G.W. Pabst, Le mystère d'une âme sort le 14 décembre 2019, édité par Tamasa. Ce coffret comprend les films "La Rue sans joie" (1925, DVD, 151', muet avec cartons sous-titrés), L'Amour de Jeanne Ney (1927, DVD, 106', muet avec cartons sous-titrés), "Loulou" (1929, Blu-ray et DVD, 136', muet avec cartons sous-titrés), "Journal d'une fille perdue" (1929, Blu-ray et DVD, 112', muet avec cartons sous-titrés), L'Enfer blanc de Pitz Palu (1929, Blu-ray et DVD, 134', muet avec cartons sous-titrés), Quatre de l'infanterie (1930, DVD, 192', VOST), "L'Opéra de quat'sous" (1931, DVD, 106', VOST), La Tragédie de la mine (1931, DVD, 86', VOST), Don Quichotte (1933, DVD, 86', VOST), Le Procès (1948, DVD, 86', VOST), La Fin d'Hitler (1955, DVD, 107', VOST), C'est arrivé le 20 juillet (1955, DVD, 76', VOST), ainsi qu'un DVD de bonus et le livre Correspondance imaginaire avec Georg Wilhelm Pabst.

## À noter
- Georg Wilhelm Pabst était particulièrement apprécié de ses comédiens qu'il traitait de façon très humaine, par opposition à d'autres réalisateurs de l'époque.
- En 1935, il envisagea de faire un film inspiré de l'opéra Faust[Lequel ?], réunissant les deux actrices qu'il avait révélées, Greta Garbo (dans le rôle de Gretchen) et Louise Brooks (dans celui d'Hélène de Troie), mais le projet ne vit pas le jour.
- Le réalisateur américain Quentin Tarantino fait plusieurs fois référence à lui dans son film Inglourious Basterds.
- Le film Paracelse (Paraselsus) a été doublé en français vers 1990, et dialogué par Jacques Ruisseau, théoriquement pour la télévision, ce que fit Arte, mais le film n'a jamais été diffusé dans les salles françaises.
- Le roman Lichtspiel de Daniel Kehlmann (Rowholt, Hambourg, 2023, traduction française Jeux de lumière de Juliette Aubert-Affholder, Actes Sud 2025) est librement inspiré de la vie de G.-W. Pabst.